# 欧蒂尼
欧蒂尼（法語：Autigny，法語發音：[otiɲi]）是瑞士弗里堡州的市镇，位於該國西部，面積6.22平方公里，海拔高度684米，2011年人口711，八成人口信奉羅馬天主教，人口密度每平方公里114人。

## 外部連結
- 官方网站 （页面存档备份，存于） （法文）